# Charles Edouard Boutibonne

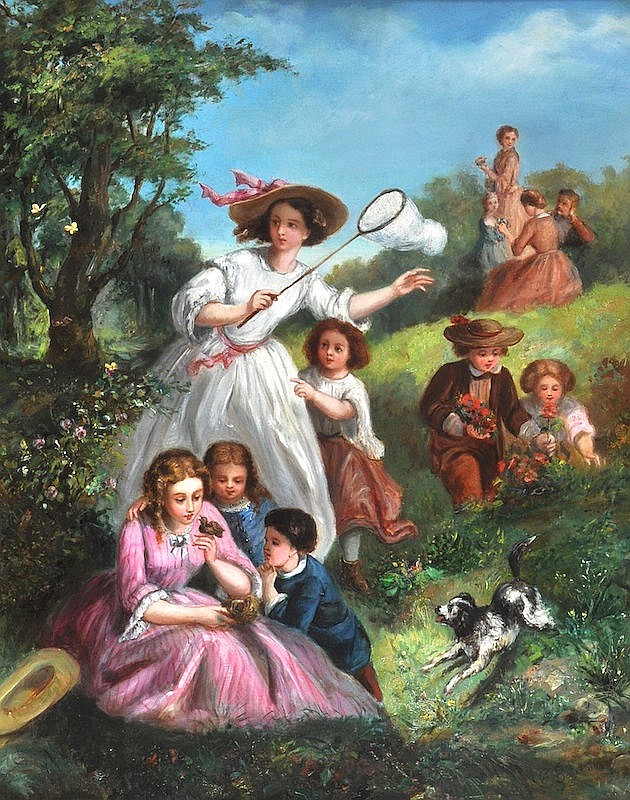
Gartenszene mit Kindern

Charles Edouard Boutibonne (* 8. Juli 1816 in Pest; † 7. Februar 1897 in Wilderswil) war ein französischer Genre- und Porträtmaler.
Er wurde in einer französischen, in Ungarn ansässigen Familie geboren. Er begann sein Studium an der Akademie der bildenden Künste Wien bei Friedrich von Amerling und setzte es an der École des beaux-arts de Paris bei Achille Devéria und Franz Xaver Winterhalter fort.
Schon im Jahr 1836 malte er ein Porträt von Franz Liszt. Er debütierte 1837 im Salon de Paris. 1847 erhielt er eine Goldmedaille.
1854 unternahm er eine Reise nach England. Im Schloss Windsor malte er die Porträts der Königin Victoria und des Prinzgemahls 
Albert von Sachsen-Coburg und Gotha. Er verbrachte in England zwei Jahre. 1860 schuf er eine Deckenmalerei im königlichen Schloss Stuttgart. Danach kehrte er nach Paris zurück.
1885 siedelte er in die Schweiz über und ließ sich in Wilderswil nieder. In seinen letzten Lebensjahren beschäftigte er sich mit der Pastellmalerei.